# Орхуський ботанічний сад
Орхуський ботанічний сад (дан. Botanisk Have (Aarhus)) — ботанічний сад у місті Орхус (Данія). Ботанічний сад розташований на північ від музею просто неба Старе місто, і був заснований 1875 року. Площа саду складає 21,5 гектара, з яких 5 гектарів знаходяться на території Старого міста.

## Колекції
Рослини, які ростуть в саду, згруповані таким чином:
- Рослини Данії, в тому числі ті, що знаходяться під загрозою зникнення;
- Лікарські рослини;
- Тематичні колекції, де представлені такі рослини як рододендрон, Erica vagans, очиток, молодило, кипець, конюшина, чемерник, приворотень;
- Розарій, спеціалізується на європейських сортах троянд;
- Альпійська гірка;
- Ставки;
- Дендрарій був сформований в період з 1975 по 1998 рік деревами та чагарниками помірного і бореального регіонів;
- Оранжереї з п'ятьма різними кліматичними середовищами (від клімату пустель до клімату тропічних лісів, в цілому 2 000 м², 4 000 видів рослин);
- Гербарій (Herbarium Jutlandicus), де зберігається близько 750 000 примірників рослин, зібраних з усього світу, але найбільш з регіонів тропічної Америки, африканського Сахеля і Південно-східної Азії.

## Галерея

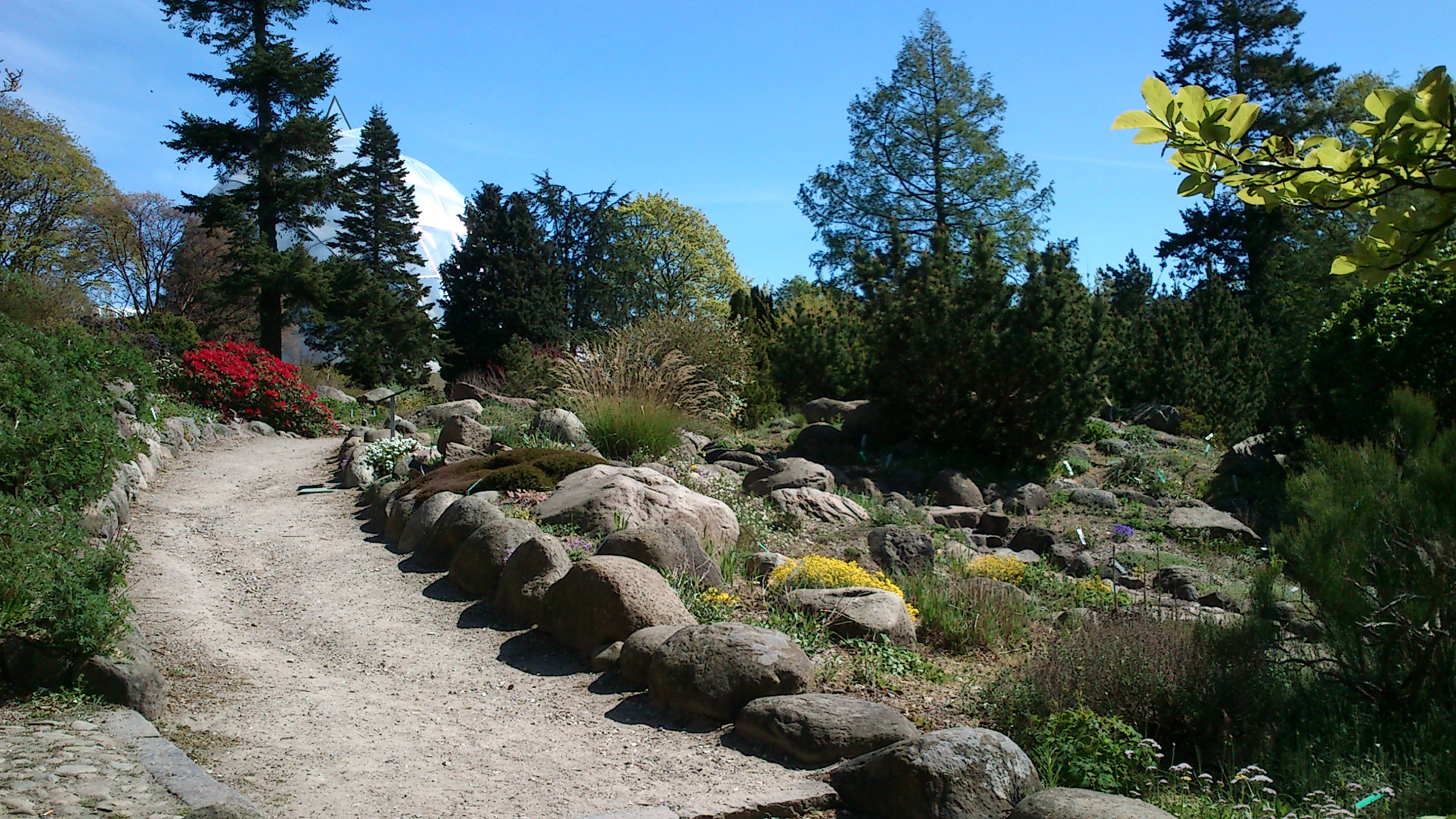
Альпійська гірка
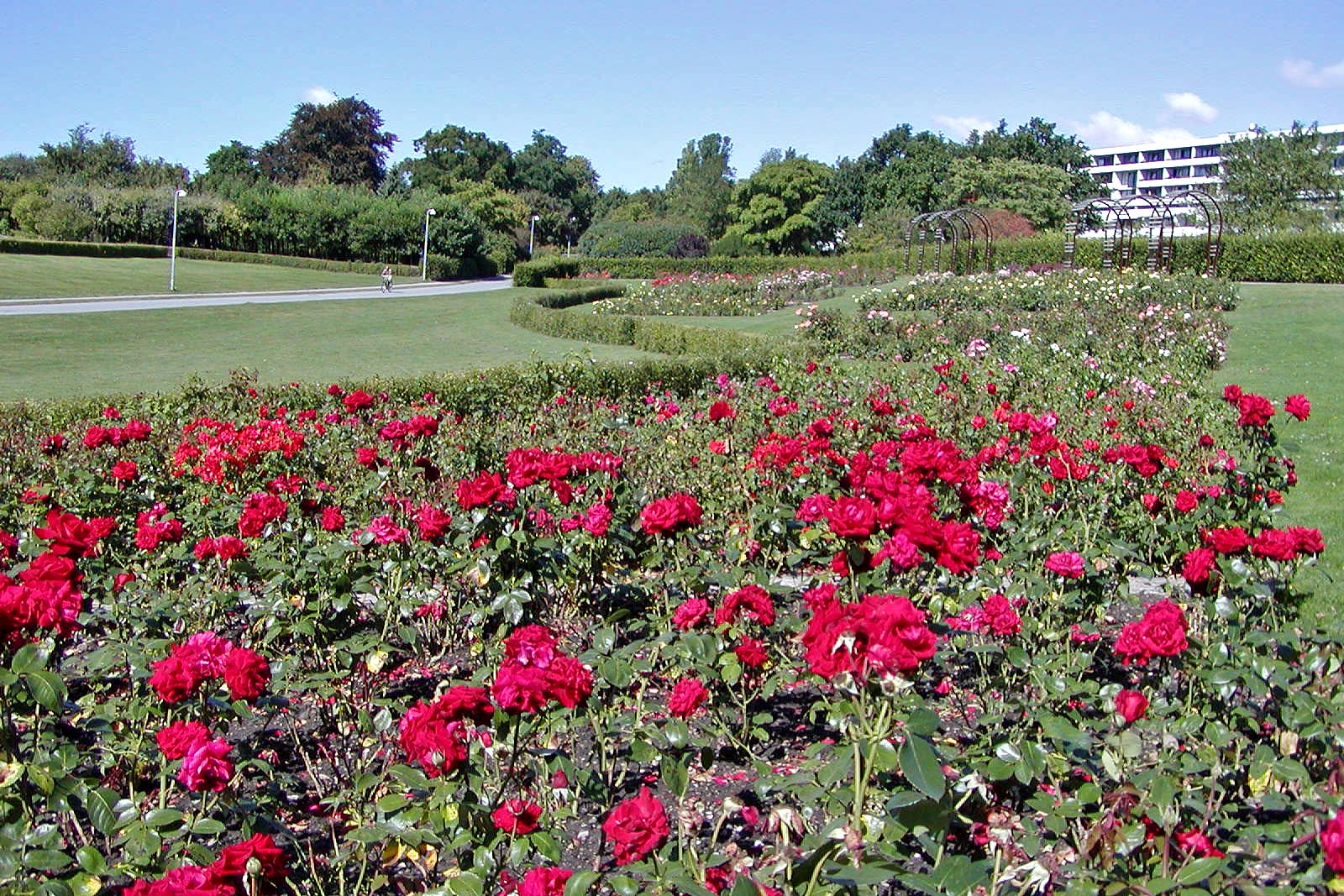
Розарій
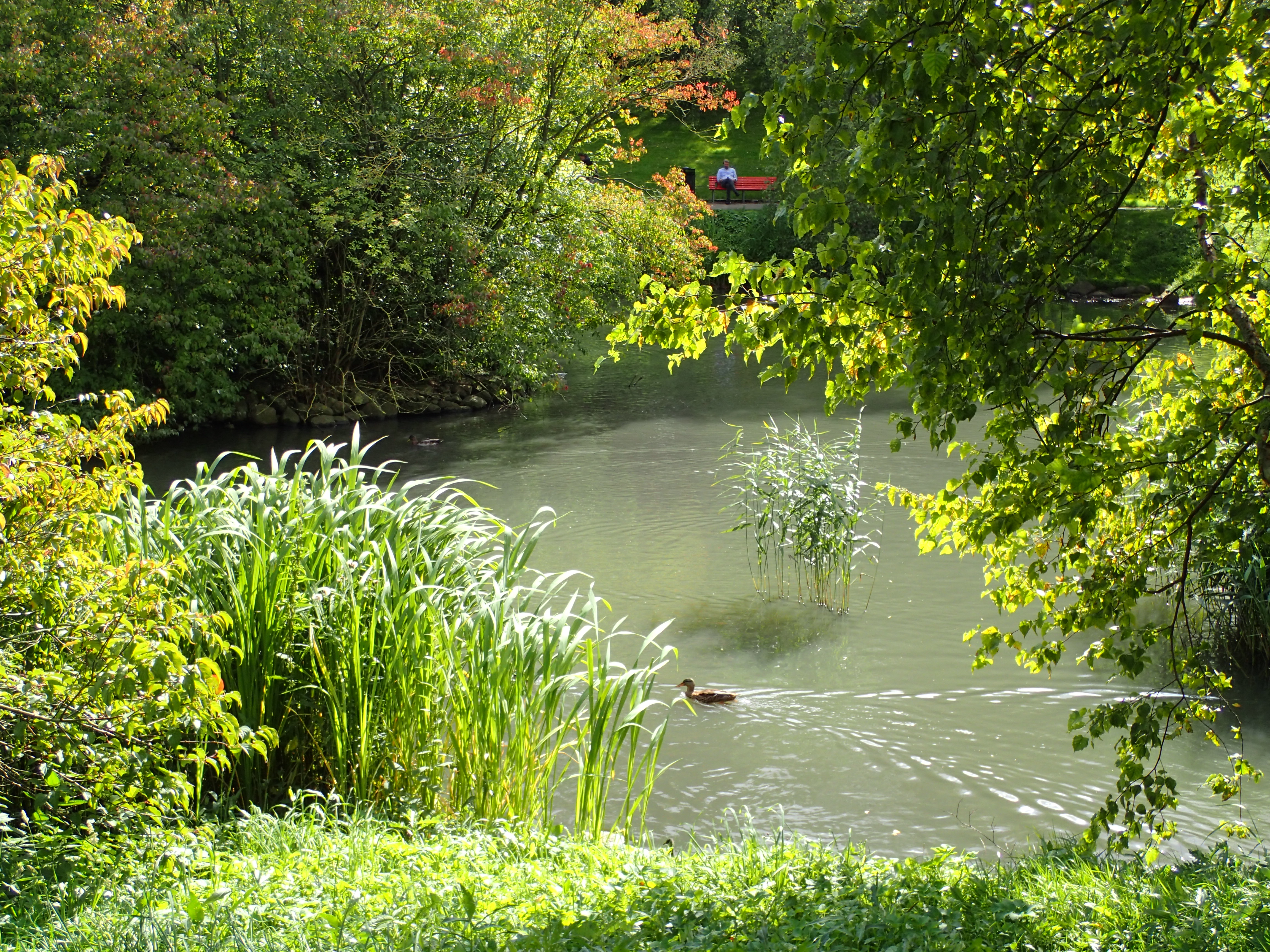
Ставок
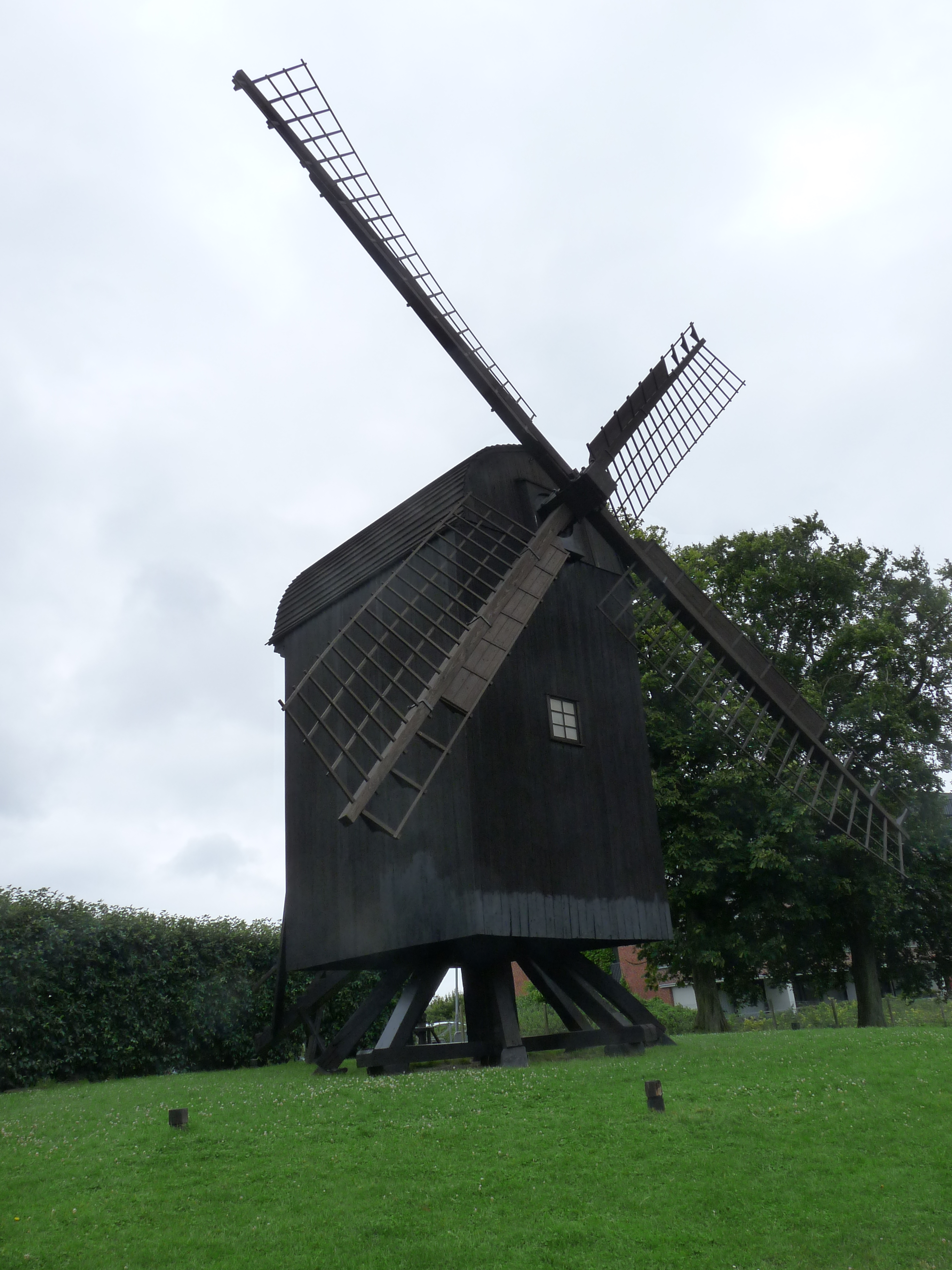
Старий млин
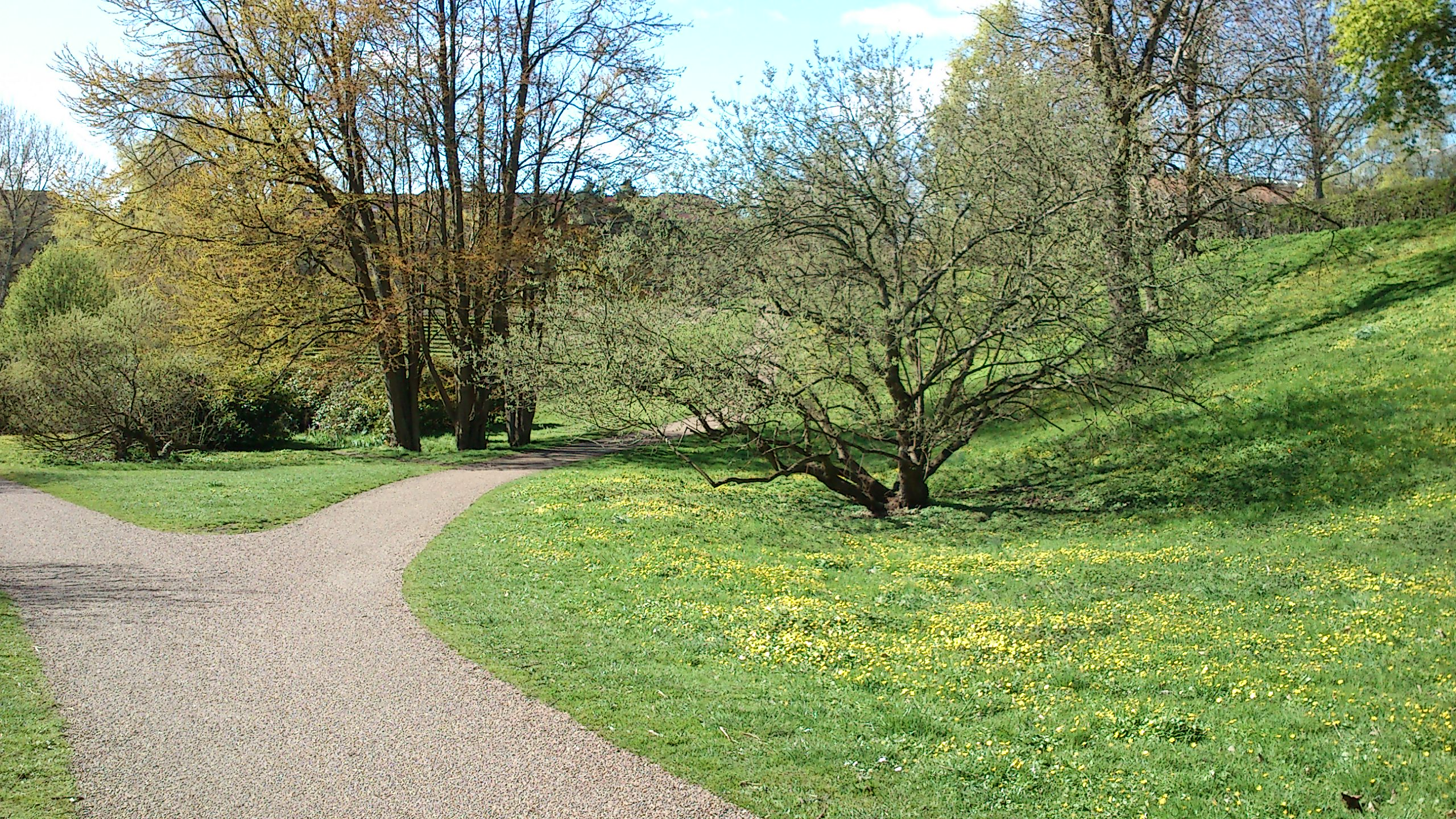
Весна
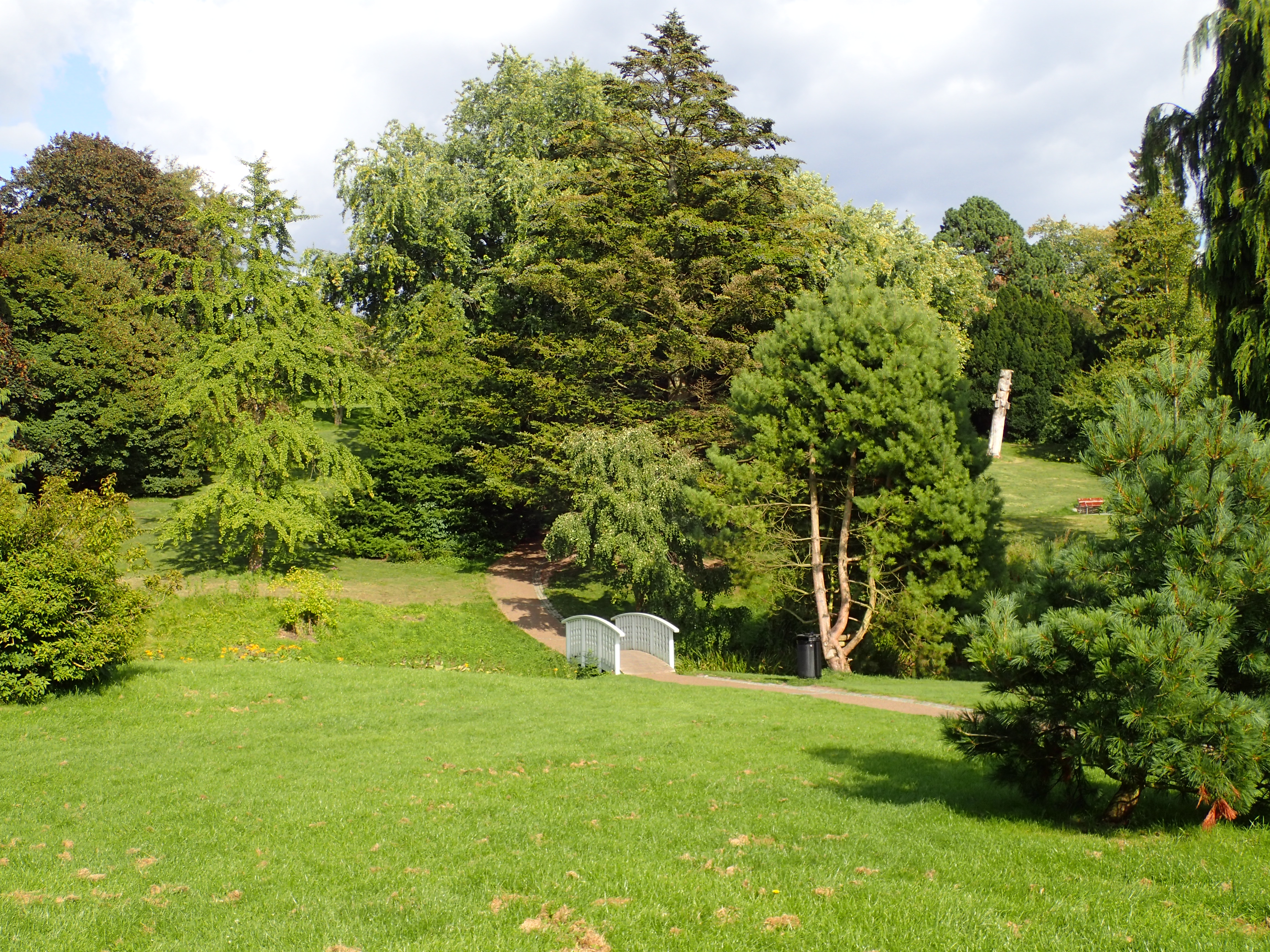
Літо
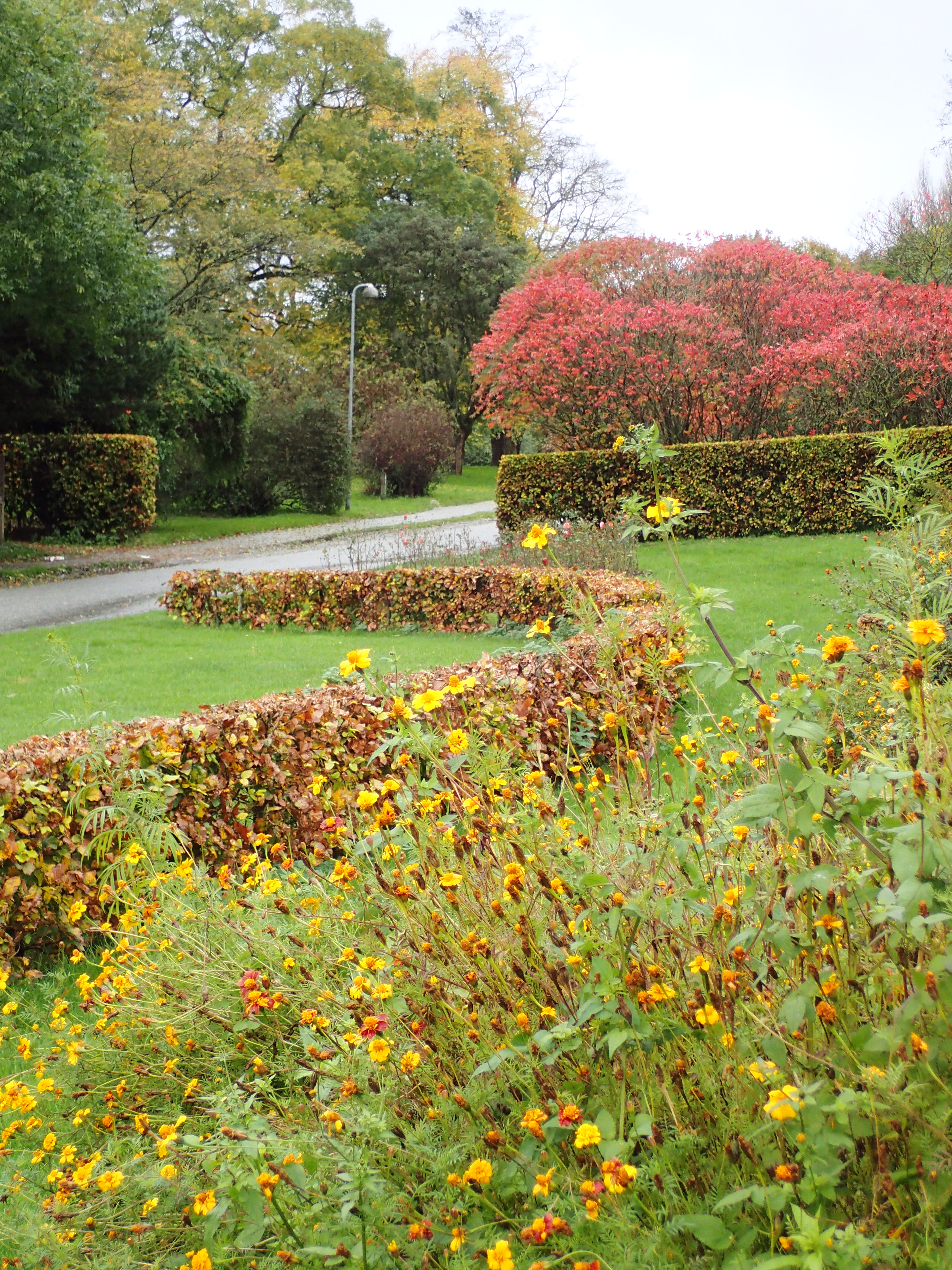
Осінь
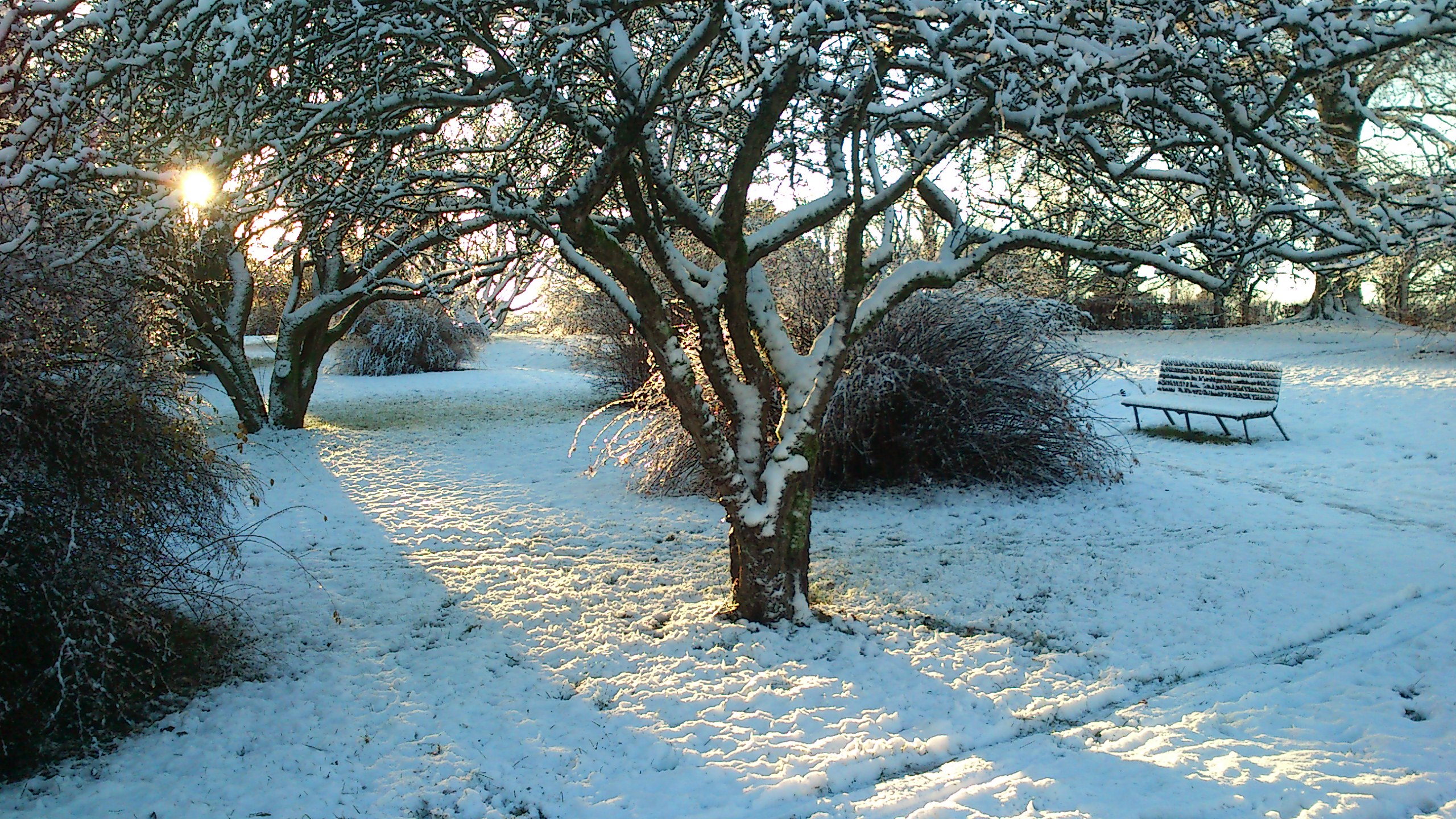
Зима